# Paulo Afonso
Paulo Afonso är en stad och kommun i östra Brasilien och ligger i delstaten Bahia, vid gränsen mot delstaten Alagoas. Staden är belägen vid São Franciscofloden och har cirka 93 000 invånare år 2010. Kommunen bildades 1958 från att området tidigare tillhört kommunen Glória. Strax öster om staden ligger Paulo Afonsofallen.